# Hoboken (Geórgia)
Hoboken é uma cidade localizada no estado americano de Geórgia, no Condado de Brantley.

## Demografia
Segundo o censo americano de 2000, a sua população era de 463 habitantes.
Em 2006, foi estimada uma população de 522, um aumento de 59 (12.7%).

## Geografia
De acordo com o United States Census Bureau tem uma área de 9,0 km², dos quais 9,0 km² cobertos por terra e 0,0 km² cobertos por água.

## Localidades na vizinhança
O diagrama seguinte representa as localidades num raio de 24 km ao redor de Hoboken.